# Edith Buxbaum
Edith Buxbaum (geboren 20. April 1902 in Wien, Österreich-Ungarn; gestorben 14. Juli 1982 in Seattle) war eine austroamerikanische Psychoanalytikerin.

## Leben
Edith Buxbaum war eine Tochter des Kaufmanns Samuel Buxbaum und der Jeanette Seidler. Sie besuchte in Prag und Wien die Schule. Ein Cousin war der Psychologe Bruno Bettelheim, mit dem sie in der sozialistischen Jugendbewegung in Wien aktiv war. 
Buxbaum studierte Geschichte für das Lehramt in Wien und wurde 1925 mit einer Dissertation über die Markgenossenschaft in Tirol promoviert. Danach arbeitete sie als Gymnasiallehrerin für Geschichte. Daneben absolvierte sie eine Ausbildung am Wiener Psychoanalytischen Institut und nahm ab 1927 an Anna Freuds kinderanalytischem Seminar teil. Nach einer Lehranalyse bei Hermann Nunberg wurde sie 1928 außerordentliches, 1933 ordentlichen Mitglied der Wiener Psychoanalytischen Vereinigung (WPV). 1935 begann sie eine zweite Analyse bei Salomea Gutmann-Isakower. Buxbaum unterrichtete psychoanalytische Pädagogik am Wiener Lehrinstitut und leitete sie eine Arbeitsgemeinschaft zur Anwendung der Psychoanalyse auf praktische Pädagogik. Sie beteiligte sich an der von Wilhelm Reich und Marie Frischauf 1928 in Wien gegründeten „Sozialistischen Gesellschaft für Sexualberatung und Sexualforschung“ und in den Sexualberatungsstellen.
Am 27. Dezember 1934 kam sie wegen ihres antifaschistischen Engagements für vier Wochen in Haft. Buxbaum verlor ihre Stelle als Lehrerin und floh unter den Bedingungen des Austrofaschismus 1937 illegal nach Schweden und von dort mit Freundeshilfe nach New York. 
Buxbaum unterrichtete am New Yorker Psychoanalytischen Institut und lehrte von 1944 bis 1947 Psychologie an der New School for Social Research. Sie heiratete 1944 den ebenfalls aus Wien emigrierten Rechtsanwalt und Psychoanalytiker Fritz Schmidl (1897–1969) und zog mit ihm 1947 nach Seattle. Dort wurde sie Mitgründerin, Lehranalytikerin und später Präsidentin der Seattle Psychoanalytic Society.
Buxbaum-Schmidl arbeitete als Psychoanalytikerin an der Northwest Clinic for Psychiatry and Neurology, lehrte als Associate Professor an der School of Medicine der University of Washington und baute das Seattle Institute for Child Analysis auf.

## Schriften (Auswahl)
- Beiträge zur Frage der Markgenossenschaften in Tirol. Dissertation Wien
- Die Rolle der Eltern bei der Ätiologie von Lernstörungen. Psyche 20, 1966, S. 161–188
- Your child makes sense : a guidebook for parents.  With a contribution by Florence L. Swanson. Vorwort Anna Freud. New York : Internat. Univ. Press, 1949
- Understanding your child : a guidebook for parents. New York : Grove Press, 1962
- Auszüge in deutscher Übersetzung in: Gisela Ammon (Hrsg.): Psychoanalytische Pädagogik. Reader. Hamburg : Hoffmann & Campe, 1973